# Михайловка (Скадовский район)
Михайловка (укр. Михайлівка) — село в Новониколаевской сельской общине Скадовского района Херсонской области Украины. Расположена в 29 км от районного центра. Через село проходит автодорога Скадовск — Голая Пристань. Население по переписи 2001 года составляло 2152 человека. Почтовый индекс — 75710. Телефонный код — 5537. Код КОАТУУ — 6524781501.

## История
Основана Михайловка в 1833 г. В отличие от большинства русских сел, возникших на юге Украины на казенных землях, село Михайловка основана на владельческих землях. Земля, на которой расположена Михайловка, принадлежала генералу К. И. Потье, которому правительство выделило в этой местности 6956 десятин земли. Село Михайловка в начале 19 века (1835 год) начала заселяться крепостными крестьянами из Лукояновского района Нижегородской области. Через два года после основания, в 1835 году, здесь насчитывалось 20 дворов и проживало 258 человек, которые сидели на барщине. В конце 19 века население пополнилось переселенцами из Воронежской и отчасти Полтавской губерний. В начале 20 века в селе уже было около 300 дворов. По свидетельствам старожилов, вплоть до 60-х годов 20 века в селе было мало украинцев. Лишь в послевоенные годы в село были переселены украинские семьи из Волынской и Львовской областей.
Согласно сб. «Українська РСР.Административно-теріторіальний поділ на 01 вересня 1946 року» на территории современного Михайловского сельского совета существовали два сельских совета, которые входили в состав Скадовского района Херсонской области:
1) Михайловский сельский совет Скадовского района Херсонской области, в который входили следующие населенные пункты — с. Михайловка, пос. совхоза «Перше Травня».
2) Ленинский сельский совет Скадовского района Херсонской области, в который входили следующие населенные пункты — с. Ленинское, с. Новоселка, хут. Беленький, хут. Проминь, хут. Труд.
Согласно сб. «Українська РСР.Административно-теріторіальний поділ на 01 січня 1972 року» в состав Михайловского сельского совета входили следующие населенные пункты — с. Михайловка, с. Беленькое, с. Ленинское, с. Новоселка, с. Проминь, с. Труд.
С самого начала российского вторжение на территорию Украины село было оккупировано российской армией. Херсонская область была аннексирована Россией 30 сентября 2022 после проведения фиктивных референдумов. 

## Население и этнический состав
По данным переписи населения Украины 2001 года распределение населения по родному языку было следующим (в % от общей численности населения): украинский — 67,01 %; русский — 30,90 %; армянский — 1,49 %; молдавский — 0,23 %, белорусский — 0,14 %, немецкий — 0,05 %.

## Известные люди
- Шульга, Иван Николаевич (1889—1956) — художник, живописец и график. Заслуженный деятель искусств УССР (1946). Почётный гражданин г. Скадовска (посмертно).
- В Михайловской средней школе учился будущий писатель Юрий Иванович.